# Scalmicauda uniarcuata
Scalmicauda uniarcuata är en fjärilsart som beskrevs av Sergius G. Kiriakoff 1962. Scalmicauda uniarcuata ingår i släktet Scalmicauda och familjen tandspinnare. Inga underarter finns listade.